# Řitka
Řitka är en ort i Tjeckien. Den ligger i regionen Mellersta Böhmen, i den centrala delen av landet, 23 km söder om huvudstaden Prag. Řitka ligger 388 meter över havet och antalet invånare är 691.
Terrängen runt Řitka är kuperad norrut, men söderut är den platt. Runt Řitka är det ganska tätbefolkat, med 52 invånare per kvadratkilometer. Närmaste större samhälle är Modřany, 15,2 km nordost om Řitka. Trakten runt Řitka består till största delen av jordbruksmark.